# Encarsia orangae
Encarsia orangae is een vliesvleugelig insect uit de familie Aphelinidae. De wetenschappelijke naam is voor het eerst geldig gepubliceerd in 1996 door Raina, Khurad & Rathod.